# Хетеродин
Хетеродин е радиотехнически термин за маломощен генератор на електрически трептения, използван за преобразуване на честотата на сигнала в радиокомуникационните средства, радиоизмерванията и пр. Изобретен е от канадския изобретател Ре́джиналд О́бри Фе́сенден (англ. Reginald Aubrey Fessenden) през 1901 г. и принципът му на работа е смесване на два сигнала/честоти и получаване на трета честота, като разработката на Фесенден е детектиране на Морз който е излъчване само на носеща честота без модулация, при смесването и в приемника с втора близка честота   (за нея се използва терминът „биене“) се получава чуваем сигнал т.е. третата честота, биенето е лесно за демонстрация като двама човека едновременно пеят близки тонове, третия тон който започва да се чува  с променлива сила е всъшност изваждането на двата акустични тона (механични вълни във въздуха) . През 1913 година немският учен Александер Майснер създава лампов осцилатор, наречен хетеродин. Като схемна част от конструкцията на приемник, хетеродинът с генерираната от него честота  дава след смесителя  междинна честота която е по ниска от тази на   сигнала от антената.Стандартната междинна за битови радиоприемници е 455 килохерца за да може да се използват готови лентови филтри от производителите.

## Етимология
В това наименование са използвани гръцките думи héteros – друг, различен и dynamis – сила, мощ. Heterodyning (англ.)

## Приложение
Високочестотният лампов или полупроводников генератор чрез създаваните от него спомагателни незатихващи колебания намира приложение в радиокомуникационните средства и в радиоизмерванията. Най-широко приложение има в суперхетеродинния радиоприемник, където представлява маломощен генератор, част от честотния преобразувател на този радиоприемник. Произвежда немодулирани високочестотни трептения, наричани хетеродинно напрежение. Неговата работна честота по време на радиоприемане се променя с промяна на параметрите на трептящия му кръг, но винаги се различава от тази на сигнала на приеманата радиостанция в радиоприемника с постоянна стойност. Хетеродинът трябва да генерира високочестотни колебания с висока стабилност и незначителни хармонични. При смесването на двете напрежения с различни честоти – тази на входния сигнал приет чрез антената и тази на хетеродина и след преобразуване се получава напрежение с постоянна за целия приеман радиообхват честота, наричана „междинна честота“. Напрежението с междинна честота е модулирано с нискочестотния сигнал на говор и музика от студиото на радиопредавателя, т.е. в процеса на преобразуването не са променя закона на модулацията. Така осъщественото честотното преобразуване в суперхетеродинния радиоприемник, позволява чрез лентовите филтри на филтърната система и усилвателите на междиночестотния усилвател (МЧУ), да се пропуска лента със средна честота равна на междинната честота и с това да се повиши значително качеството на радиоприемането. С прилагането на този метод за обработка на приетите радиочестотни сигнали при радиоприемането се постига по-висока чувствителност, поради усилването по входен сигнал и междинна честота и по-висока избирателност, поради по-големият брой трептящи кръгове с тясна лента на пропускане. С това се изключва прослушването на съседни по честоти предаватели или такива по т.нар. „огледален канал“.
Хетеродинът е основното отличие на суперхетеродинния радиоприемник от т.нар. линеен радиоприемник, при който входният сигнал се усилва с приетата от антената честота до демодулирането му.
За амплитудно модулирани сигнали съгласно БДС междинната честота в радиоприемника е 468 kHz.
Междинната честота при FM радиоприемниците (в обхвата 88 – 108 MHz) е равна на 10,7 MHz, а за радиолокационните приемници се използва честота от 30 до 100 MHz.

## Честотен преобразувател
Честотния преобразувател в суперхетеродинния радиоприемник се състои от хетеродин и смесител. Подаваното на входа на смесителя сигнално напрежение е малко – от порядъка на микроволтове до няколко десетки миливолта. Стойността на изходното междиночестотно напрежение е от миливолтове до части от волта. За разлика от тях хетеродинното напрежение е сравнително голямо – за радиоприемниците с АМ сигнали то е от 7 до 15 V. Анодният ток на радиолампите или колекторния ток на транзисторите в това смесително стъпало е функция на тези три напрежения.

i= f (uC, uX, uM).
Поради малката си стойност uc и uM участват в тази функция само от първа степен в степенния ред на Тейлор, което позволява да се разглежда само линейния режим на работа на смесителя по отношение на сигналното напрежение. Като се отчете стръмността на амплитудно – честотната характеристика s на активния електронен елемент в схемата и неговата проводимост gi, то тока i на анода или съответно на колектора е сума, в която активно участва честотата ωX, и може да се анализира като се използва тригонометричната зависимост
{\displaystyle \cos \theta \cos \varphi ={\cos(\theta +\varphi )+\cos(\theta -\varphi ) \over 2}.}
Заключението е, че в резултат на смесването при честотното преобразуване на сигналното и хетеродинното напрежение, токът на смесителя освен съставляващи с междинна честота 

ωM= ωX – ωC,

съдържа още съставляващи с честоти ωC; ωX; nωX; nωX + ωC; nωX – ωC; nωX + ωM; nωX – ωM, където n= 1, 2, 3 ... Това показва богатия честотен спектър на тока на електронния смесител и затова като товар се включва лентов филтър, настроен на междинна честота. Благодарение на неговата избирателна характеристика, само междиночестотната съставляваща на анодния (или колекторния) ток създават пад на напрежение върху този индуктиван товар. За всички останали съставляващи на тока с честота по-висока от междинната, филтърът представлява почти късо съединение.